# Pycnogonum portus
Pycnogonum portus är en havsspindelart som beskrevs av Barnard, K.H. 1946. Pycnogonum portus ingår i släktet Pycnogonum och familjen Pycnogonidae. Inga underarter finns listade i Catalogue of Life.